# Hundert-Tage-Reform

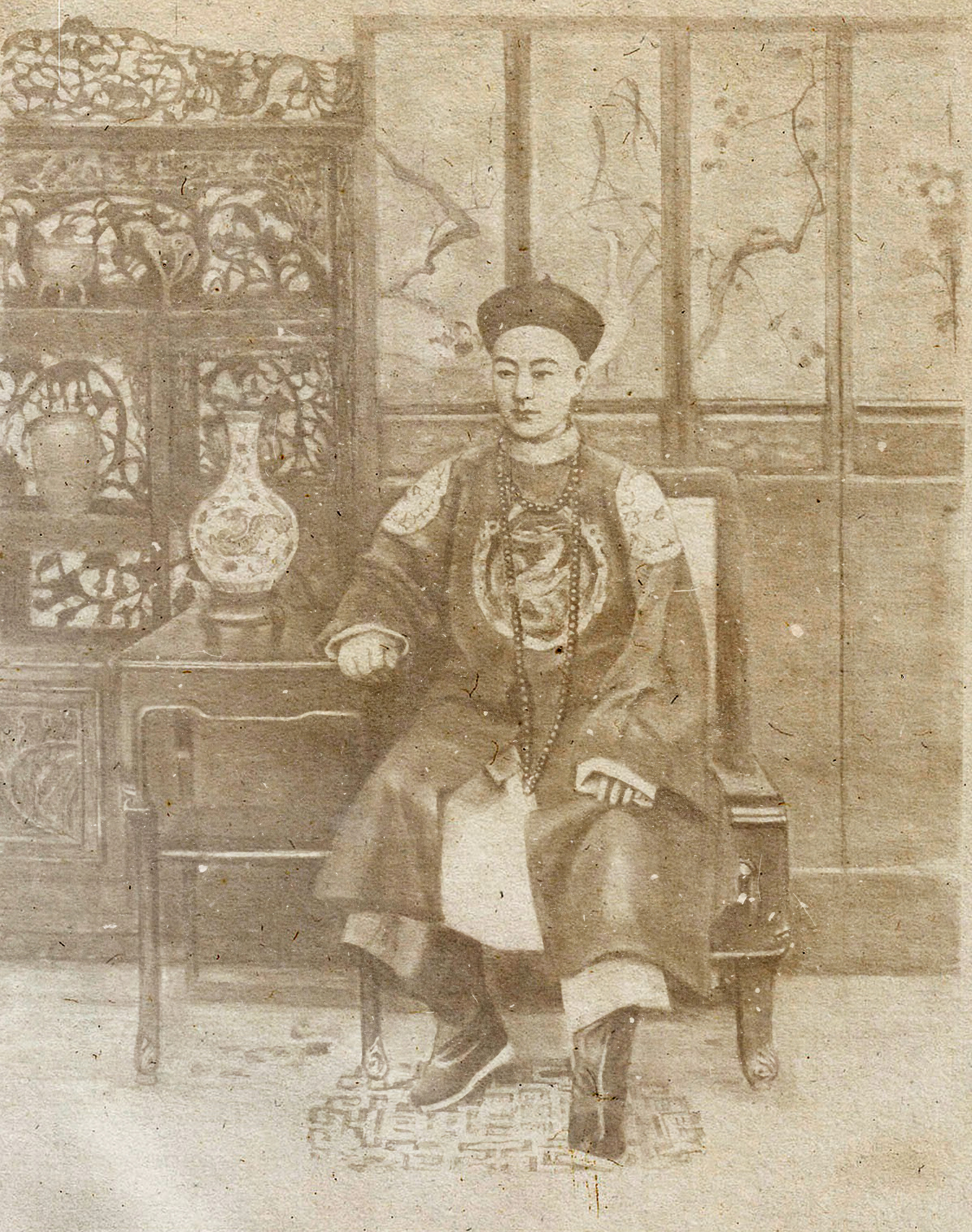
Kaiser Guangxu

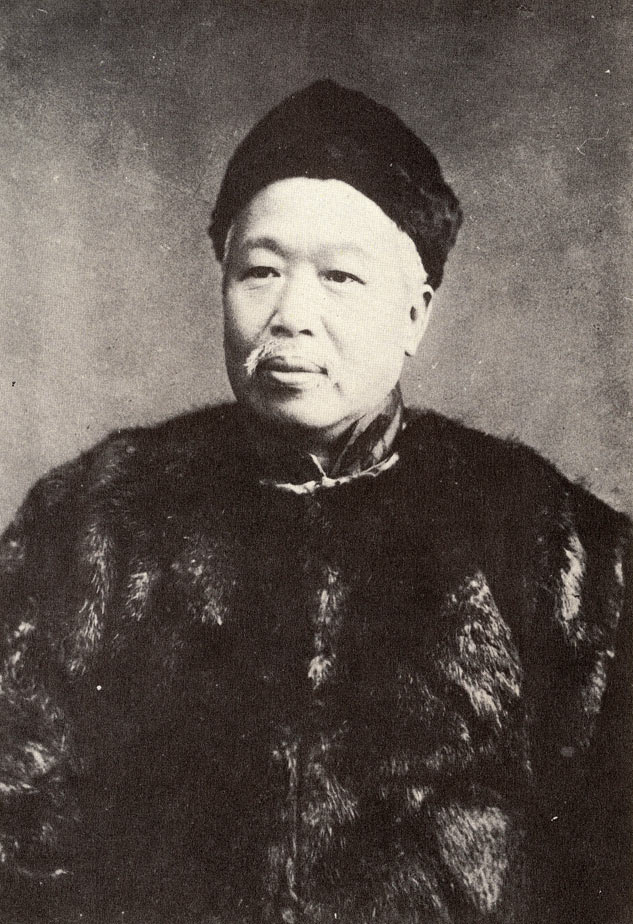
Kang Youwei

Die Hundert-Tage-Reform (chinesisch 戊戌变法, Pinyin wùxū biànfǎ, auch 百日维新, 戊戌维新, 维新变法) war das gescheiterte Vorhaben des chinesischen Kaisers Guangxu im Jahr 1898, das Kaiserreich China zu reformieren.

## Verlauf
Nach der Niederlage im ersten Sino-Japanischen Krieg 1894/95 wurde deutlich, dass der Überlegenheit der Fremdmächte auf wirtschaftlichem, technologischem und militärischem Gebiet nur durch eine grundsätzliche Revision der tradierten, konfuzianisch geprägten Strukturen des Landes begegnet werden konnte. Guangxu wurde bei seinen Reformversuchen entscheidend durch den konfuzianischen Gelehrten Kang Youwei (1858–1927) und dessen Schüler und Mitstreiter Liang Qichao (1873–1929) beraten.
Nachdem Kang bei Besuchen der Vertragshäfen Shanghai und Hongkong die Ursachen für die Überlegenheit des Westens gegenüber China kennengelernt hatte, entschloss er sich, zum Reformer Chinas zu werden. Nach Erlangen des höchsten Jinshi-Grads bei den kaiserlichen Beamtenprüfungen und einer erfolglosen Petition reichte er Denkschrift um Denkschrift mit dem Ziel ein, China nach dem Vorbild der Meiji-Restauration in Japan in einer einzigen Generation in einen modernen Staat zu verwandeln. Seine theoretischen Schriften, in denen er eine neue Sicht des Konfuzianismus entwickelte, erreichten schließlich, dass ihm eine Audienz beim Kaiser gewährt wurde. Diesen konnte er von seinen Ideen überzeugen.
Mit dem am 11. Juni 1898 gesiegelten Dekret beabsichtigte Guangxu eine umfassende Modernisierung des Reiches in diesen Bereichen:
- eine umfassende Reform des Beamtenwesens durch den Aufbau einer einheitlichen Verwaltung von den Dörfern und Stadtbezirken über die Bezirke bis zu den Provinzen, dafür den Abbau von Sinekuren, perspektivisch festgelegt in einer Verfassung für eine konstitutionelle Monarchie;
- eine ebenso umfassende Reform des Bildungswesens und der Beamtenprüfungen mit dem Ziele, die Beamten und Offiziere auch naturwissenschaftlich und technisch, also auch praktisch und nicht nur gemäß der konfuzianischen Lehre zu bilden, im Einzelnen durch die Gründung bzw. Einrichtung von Schulen im ganzen Land (schätzungsweise konnte nur 1 % der Chinesen damals lesen, noch viel weniger konnten schreiben), durch die Einrichtung von Landwirtschaftsschulen, durch die Gründung einer Hochschule nach westlichem Vorbild, der späteren Peking-Universität (Etablierung von Naturwissenschaft und Technik);
- ökonomisch die Etablierung einer freiheitlichen, kapitalistischen Wirtschaftsordnung durch die Aufhebung von Hindernissen und Beschränkungen hinsichtlich der Gründung von Firmen und Industriebetrieben;
- eine umfassende Modernisierung von Armee und Marine (Schaffung einer Kommandostruktur, Verbesserung der Ausbildung von Offizieren und Mannschaften, der Bewaffnung usw.)
- eine Stärkung des Petitionsrechts, vor allem auch des Rechts, Eingaben direkt an den Kaiserhof richten zu dürfen.

Bei der Umsetzung hätten viele der Reformmaßnahmen die Macht und Privilegien der Beamtenschaft beschnitten (z. B. die Abschaffung von nominellen Ämtern ohne Aufgaben oder die üblichen „Gebühren“ für die Weiterleitung von Beschwerden oder Eingaben an die nächsthöhere Instanz). Daher stapelten sich die entsprechenden Verordnungen in den Amtsstuben der Mandarine, die nichts zur Umsetzung der Dekrete taten.

## Ende der Reformen, Staatsstreich
Allem Anschein nach fand die konservative Fraktion am Hof Gehör bei der Tante des Kaisers, der Kaiserinwitwe Cixi, die bis zur Volljährigkeit Guangxus 1889 die Regentschaft geführt hatte. Die Umstände des Coup d’État vom 22. September 1898 sind allerdings nicht wirklich geklärt, als Guangxu morgens unter Hausarrest gestellt, im Neuen Sommerpalast interniert und verkündet wurde, dass er schwerkrank sei und deshalb Cixi die Regentschaft erneut habe übernehmen müssen. Am 18. September hatte Guangxu Yuan Shikai kontaktieren lassen, aber warum? Dass er Cixi habe verhaften und internieren lassen wollen, bezweifelt Kwong. Dazu hätte er wahrscheinlich auch seinen Vorgesetzten, General Ronglu ausschalten müssen. Außerdem hatte auch Guangxu selbst bemerkt, dass die Reformen ins Stocken geraten waren, Kang hatte den Hof bereits einige Tage zuvor verlassen, und der Kaiser suchte wohl eher den Rat seiner Tante wie auch den von Yuan und Ronglu. Auffällig ist ein anderes Datum: am 21. September empfing Guangxu ohne protokollarische Förmlichkeiten, wie es inzwischen seine Gewohnheit war, den ehemaligen japanischen Premierminister Ito Hirobumi, der den für China desaströsen Vertrag von Shimonoseki mit ausgehandelt hatte. Auch wenn letztlich nur einige belanglose Freundlichkeiten ausgetauscht wurden, war das eine unverzeihliche diplomatische Dummheit, die das Qing-Reich in große Schwierigkeiten hätte bringen können. Wahrscheinlich beschloss der Hof deshalb, Guangxu am nächsten Morgen, unter Aufsicht zu stellen.
Die Reformen wurden größtenteils rückgängig gemacht, wobei die meisten ohnehin noch nicht gegriffen hatten. Die Modernisierung der Streitkräfte und ihre Ausrichtung auf die Dynastie wurde erneut aufgeschoben, es blieb vor allem die Schaffung von Schulen und einer modernen Hochschule. Die Urheber der Reformen, Kang Youwei und Liang Qichao konnten nach Japan flüchten, aus dem Exil versuchten sie, Unterstützer für eine konstitutionelle Monarchie in China zu gewinnen. Sechs von Kangs Mitstreitern wurden hingerichtet, unter ihnen sein Bruder und Tan Sitong, der sich weigerte, zu fliehen. In China werden diese sechs Intellektuellen (戊戌六君子) als Märtyrer verehrt. Für einen weiteren, Zhang Hanhuan, konnten die westlichen Diplomaten die Begnadigung durchsetzen.